# موسیقی اسپیس

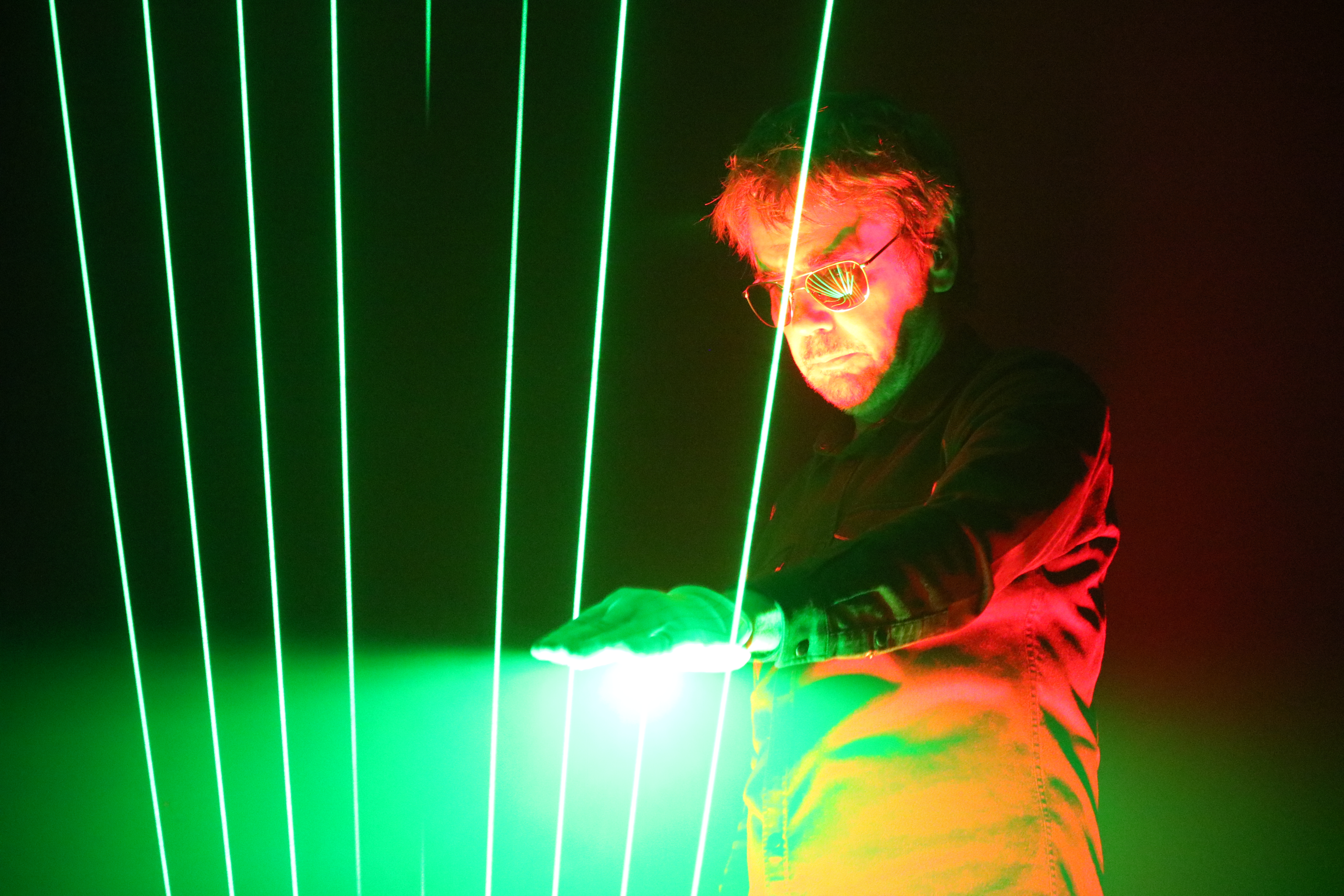
ژان میشل ژار در حال نواختن لیزرهارپ در کنسرتی در براتیسلاوا، ۲۰۱۶.

موسیقی اِسپِیس (به انگلیسی: Space music) زیرشاخه‌ای از موسیقی نیو ایج است و به عنوان «آرام، هیپنوتیزم‌کننده و جنبشی» توصیف می‌شود. این از موسیقی محیطی مشتق شده‌است و با موسیقی سالن، گوش دادن آسان و موسیقی آسانسور همراه است.
به گفته استفن هیل، یکی از بنیانگذاران یک نمایش رادیویی به نام قلب‌های فضا، این اصطلاح برای توصیف موسیقی‌ای استفاده می‌شود که احساس فضایی اندیشمندانه را برمی‌انگیزد. هیل بیان می‌کند که موسیقی فضایی می‌تواند دارای شخصیت باشد، بافت صوتی موسیقی می‌تواند ساده یا پیچیده باشد، می‌تواند دستگاهی یا الکترونیکی باشد، ممکن است بدون ویژگی‌های آهنگین، هماهنگ (هارمونیک) یا ریتمیک معمولی باشد و ممکن است کمتر به آهنگسازی رسمی همراه با طرح‌های مرتبط با سبک‌های دیگر موسیقی توجه کند. هیل پیشنهاد می‌کند که موسیقی فضایی را می‌توان در طیف گسترده‌ای از ژانرها یافت. موسیقی فضایی ممکن است تأثیرهایی از موسیقی کلاسیک غربی، جهانی، سلتیک، سنتی و تجربی داشته باشد.